# 尹承元
尹承元（韓語：윤승원，1958年5月29日—），原名：尹承国（윤승국），韓國男演員。
首尔设计高等學校（1976年毕业）。首尔艺术大学戏剧系（1977年入学，1979年毕业）。1976年作为音乐剧演员出道。1977年作为戏剧演员出道。1978年作为电影演员出道。1979年KBS9期演员。获得第21届东亚戏剧奖。和演员刘东根是高中、大学同学。

## 演出作品

### 電視劇
- 2003年：KBS《武人时代》飾演 萬積
- 2005年：MBC《第五共和國》飾演 郑镐溶
- 2006年：MBC《真的真的喜歡你》
- 2006年：KBS《首尔1945》飾演 郑奉斗
- 2006年 SBS《渊盖苏文》飾演 成年金庾信
- 2008年：MBC《伊甸園之東》
- 2009年：KBS《青春禮讚》飾演 李承大
- 2010年：KBS《近肖古王》飾演 比流王
- 2011年：KBS《公主的男人》飾演 溫寧君
- 2011年：KBS《廣開土太王》飾演 贺武智
- 2012年：KBS《大王之夢》飾演 唐太宗
- 2014年：KBS《朝鮮槍手》飾演 兴宣大院君
- 2015年：MBC《太陽的都市》飾演 苏东濬
- 2019年：TV朝鮮《大君－繪製愛情》飾演 金錘

### 舞台剧
- 1977年 《哈姆雷特》 飾演 哈姆雷特

## 外部連結
- 尹承元在韩国电影数据库（KMDb）上的資料（韓語）